# Esteve Rabat

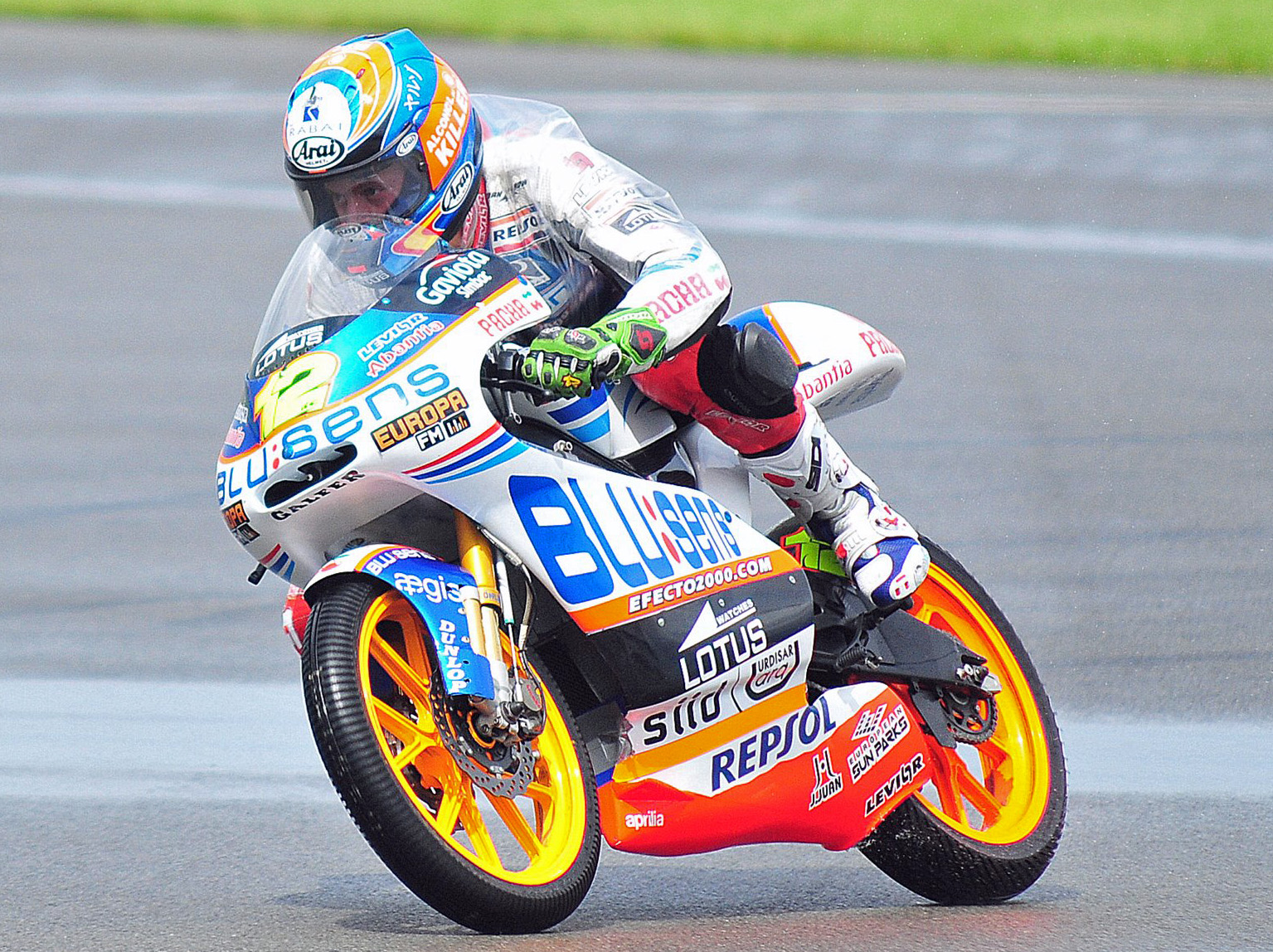
Rabat in Donington, 2009

Esteve „Tito“ Rabat Bergada (* 25. Mai 1989 in Barcelona, Katalonien, Spanien) ist ein spanischer Motorradrennfahrer. Im vorletzten Rennen der Motorrad-Weltmeisterschaft 2014 gewann Rabat in Sepang, Malaysia die Moto2-Meisterschaft.
Sein Spitzname lautet Tito.

## Karriere
Esteve Rabat erhielt 2005 eine Wildcard für den Großen Preis von Valencia in der 125-cm³-Klasse und debütierte dort mit Rang 24 in der Motorrad-Weltmeisterschaft. 2006 bestritt er, zuerst als Wildcard- und später als Stammfahrer für Honda BQR weitere Rennen in der Achtelliterklasse der WM.
In der Saison 2007 fuhr Rabat als Mitglied des Teams Repsol Honda seine erste vollständige Grand-Prix-Saison. Mit dem dritten Platz beim Großen Preis von China errang er seine erste Podiumsplatzierung und beendete die Saison auf dem elften Rang, einen Platz hinter seinem britischen Teamkollegen Bradley Smith. 2008 fuhr der Spanier im spanischen Team eine KTM und konnte keinen Podestplatz erringen, wie auch 2009, in seiner ersten Saison auf Aprilia.
Im Jahr 2010 startete Rabat für das BQR-Team. Er wurde in Spanien und in Tschechien Dritter und schloss die Saison als Sechster der Gesamtwertung ab.
2013 gewann er in Jerez sein erstes Rennen im 113. Anlauf.
In der Saison 2014 gewann er auf Kalex in der Moto2-Klasse den WM-Titel und wurde 2015 Dritter. Zur Saison 2016 wechselte er in die MotoGP und fuhr zunächst für zwei Jahre für Honda. Seit 2018 war er für Avintia-Ducati am Start.
2021 wechselte er in die Superbike-Weltmeisterschaft.

## Statistik

### Erfolge
- 2014 – Moto2-Weltmeister auf Kalex
- 2016 – MotoGP-Rookie of the Year auf Honda
- 13 Grand-Prix-Siege

### In der Motorrad-Weltmeisterschaft
| Saison | Klasse  | Motorrad | Rennen | Siege | Podien | Poles | Punkte | Ergebnis    |
| ------ | ------- | -------- | ------ | ----- | ------ | ----- | ------ | ----------- |
| 2005   | 125 cm³ | Honda    | 1      | –     | –      | –     | –      | —           |
| 2006   | 125 cm³ | Honda    | 11     | –     | –      | –     | 11     | 23.         |
| 2007   | 125 cm³ | Honda    | 15     | –     | 1      | –     | 74     | 11.         |
| 2008   | 125 cm³ | KTM      | 16     | –     | –      | –     | 49     | 14.         |
| 2009   | 125 cm³ | Aprilia  | 16     | –     | –      | –     | 37     | 18.         |
| 2010   | 125 cm³ | Aprilia  | 17     | –     | 2      | –     | 147    | 6.          |
| 2011   | Moto2   | FTR      | 17     | –     | 1      | –     | 79     | 10.         |
| 2012   | Moto2   | Kalex    | 17     | –     | 1      | –     | 117    | 7.          |
| 2013   | Moto2   | Kalex    | 16     | 3     | 7      | 2     | 215    | 3.          |
| 2014   | Moto2   | Kalex    | 18     | 7     | 14     | 11    | 346    | Weltmeister |
| 2015   | Moto2   | Kalex    | 15     | 3     | 10     | 3     | 231    | 3.          |
| 2016   | MotoGP  | Honda    | 16     | –     | –      | –     | 29     | 21.         |
| 2017   | MotoGP  | Honda    | 18     | –     | –      | –     | 35     | 19.         |
| 2018   | MotoGP  | Ducati   | 11     | –     | –      | –     | 35     | 19.         |
| 2019   | MotoGP  | Ducati   | 17     | –     | –      | –     | 23     | 20.         |
| 2020   | MotoGP  | Ducati   | 14     | –     | –      | –     | 7      | 22.         |
| 2021   | MotoGP  | Ducati   | 2      | –     | –      | –     | 1      | 27.         |
| Gesamt | Gesamt  | Gesamt   | 238    | 13    | 36     | 16    | 1440   | 1 WM-Titel  |

Grand-Prix-Siege
| Saison | Klasse | Rennen                                                                            |
| ------ | ------ | --------------------------------------------------------------------------------- |
| 2013   | Moto2  | Spanien Indianapolis Malaysia                                                     |
| 2014   | Moto2  | Katar Argentinien Italien Katalonien Tschechien Vereinigtes Konigreich San Marino |
| 2015   | Moto2  | Italien Aragonien Valencia                                                        |

Rekorde in der Motorrad-Weltmeisterschaft
- Moto2-Klasse
  - meiste Podestplätze in einer Saison: 14 (2014) 1
  - meiste Pole Positions in einer Saison: 11 (2014)
  - meiste Hattricks: 5

Anmerkungen:

### In der Superbike-Weltmeisterschaft
(Stand: 16. Juni 2024)
| Saison | Team                     | Motorrad               | Rennen | Rennen | Siege | Zweiter | Dritter | Poles | Schn. Runden | Punkte | Punkte | Ergebnis |
| ------ | ------------------------ | ---------------------- | ------ | ------ | ----- | ------- | ------- | ----- | ------------ | ------ | ------ | -------- |
| 2021   | Barni Racing Team        | Ducati Panigale V4 R   | 24     | 32     | –     | –       | –       | –     | –            | 38     | 53     | 16.      |
| 2021   | Kawasaki Puccetti Racing | Kawasaki Ninja ZX-10 R | 8      | 32     | –     | –       | –       | –     | –            | 15     | 53     | 16.      |
| 2022   | Kawasaki Puccetti Racing | Kawasaki Ninja ZX-10 R | 3      | 3      | –     | –       | –       | –     | –            | 0      | 0      | 33.      |
| 2023   | Kawasaki Puccetti Racing | Kawasaki Ninja ZX-10 R | 21     | 21     | –     | –       | –       | –     | –            | 8      | 8      | 22.      |
| 2024   | Kawasaki Puccetti Racing | Kawasaki Ninja ZX-10 R | 12     | 12     | –     | –       | –       | –     | –            | 4      | 4      | 22.      |
| Gesamt | Gesamt                   | Gesamt                 | 68     | 68     | 0     | 0       | 0       | 0     | 0            | 65     | 65     |          |

## Verweise